# Brocklesby
Brocklesby is een plaats in de Australische deelstaat New South Wales en telt 439 inwoners (2006).